# Mattar
Antônio Mattar Neto (São Paulo, 24 de novembro de 1944) é um ex-futebolista brasileiro que atuava como ponta-direita.

## Carreira
Durante sua carreira no futebol, Mattar jogou pelo Comercial de Ribeirão Preto.

### Seleção Nacional
Em 1964, Mattar foi convocado para defender a Seleção nos Jogos Olímpicos de 1964, em Tóquio. No torneio, ele foi titular e disputou as duas partidas do Brasil na fase de grupos, contra Coreia do Sul e Tchecoslováquia.